# American Sports Story
American Sports Story è una serie televisiva antologica statunitense trasmessa dal 2024 dalla rete via cavo FX.
Concepita come serie "sorella" di American Horror Story e American Crime Story, con le quali condivide la stessa struttura narrativa, ogni stagione si presenta come un'autonoma narrazione di vicende legate a un noto sportivo nella storia moderna statunitense. La prima stagione è incentrata sulla figura di Aaron Hernandez.

## Trama

### Prima stagione:Aaron Hernandez
La prima stagione si concentra sull'ascesa e la caduta di figura di Aaron Hernandez, ex giocatore dei New England Patriots.

## Episodi
| Stagione       | Sottotitolo     | Episodi | Prima TV USA | Prima TV Italia |
| -------------- | --------------- | ------- | ------------ | --------------- |
| Prima stagione | Aaron Hernandez | 10      | 2024         | inedita         |

## Personaggi ed interpreti

### Prima stagione:Aaron Hernandez

#### Personaggi principali
- Aaron Hernandez, interpretato da Josh Andrés Rivera.[2][3]
- Shayanna Jenkins, interpretata da Jaylen Barron.[4]
- Tanya Singleton, interpretata da Lindsay Mendez.[2][3]
- DJ Hernandez, interpretato da Ean Castellanos.[1]
- Terri Hernandez, interpretata da Tammy Blanchard.[5]
- Dennis Hernandez, interpretato da Vincent Laresca.

#### Personaggi ricorrenti
- Tim Tebow, interpretato da Patrick Schwarzenegger.[2][3]
- Urban Meyer, interpretato da Tony Yazbeck.[6]
- Chris, interpretato da Jake Cannavale.[7]
- Dennis Sansoucie, interpretato da Kalama Epstein.[8]
- Ernest "Bo" Wallace, interpretato da Catfish Jean.[9]
- Brian Murphy, interpretato da Thomas Sadoski.[1]
- Alexander “Sherrod” Bradley, interpretato da Roland Buck III.
- Bill Belichick, interpretato da Norbert Leo Butz.[1]
- Gameday Deion Branch, interpretato da Kwadarrius Smith.[1]
- Rob Gronkowski, interpretato da Laith Wallschleger.[10]

## Produzione

### Sviluppo
Il 13 agosto 2021 è stato annunciato che FX aveva ordinato una nuova miniserie spin-off, American Sports Story. La serie, basata sul podcast Gladiator: Aaron Hernandez and Football Inc. prodotto da The Boston Globe e Wondery, si concentra sull'ascesa e caduta dell'ex giocatore NFL Aaron Hernandez. Nello specifico, la serie esplora le diverse sfaccettature dell'identità di Hernandez, la sua famiglia, la sua carriera, il suo suicidio e l'eredità lasciata nello sport e nella cultura americana.

### Casting
A gennaio 2023, John Landgraf ha dichiarato che la serie era "in procinto di entrare in produzione", essendo stati completati "quasi tutti gli script" da Stu Zicherman, anche se non era stata fissata alcuna data di debutto. A novembre 2023, è stato riportato che Josh Andrés Rivera, Patrick Schwarzenegger, Lindsay Mendez, Tony Yazbeck, Jake Cannavale e Catfish Jean si erano uniti al cast.

### Riprese
Le riprese principali sono iniziate il 3 aprile 2023 a Jersey City, New Jersey. Le riprese sono state sospese a luglio a causa dello sciopero SAG-AFTRA del 2023, per poi riprendere a dicembre. Le riprese sono proseguite ulteriormente a marzo 2024 presso il Camping World Stadium a Orlando, Florida.

## Distribuzione
La prima stagione è stata presentata in anteprima con i suoi primi due episodi su FX il 17 settembre 2024. Dopo la doppia premiere, la serie è stata trasmessa con un nuovo episodio a settimana fino al finale di novembre. I nuovi episodi di American Sports Story: Aaron Hernandez sono stati resi disponibili per lo streaming su Hulu dopo la messa in onda su FX alle 22:00 del martedì.

## Accoglienza
American Sports Story ha debuttato al primo posto nella lista "Top 15 Today" di Hulu nel suo primo giorno completo di rilascio e vi è rimasta per dieci giorni consecutivi, affiancata da altre serie televisive di Ryan Murphy come Grotesquerie e Doctor Odyssey. Ha riconquistato il primo posto su Hulu a novembre 2024, quasi due mesi dopo la sua uscita.

### Critica
Sul sito di aggregazione di recensioni Rotten Tomatoes, la prima stagione di American Sports Story ha un punteggio di approvazione del 70% basato su 20 recensioni, con una valutazione media di 7,10/10. Il consenso critico afferma: "American Sports Story drammatizza il caso tragico di Aaron Hernandez con un'efficienza elegante e alcune insinuazioni discutibili sulle sue motivazioni, mentre la straordinaria interpretazione di Josh Rivera conferisce un nucleo avvincente alla triste vicenda". Metacritic, che utilizza una media ponderata, ha assegnato un punteggio di 72 su 100 basato su 14 recensioni, indicando "recensioni generalmente favorevoli".

### Impatto
American Sports Story ha attirato l'attenzione dopo che una scena con Laith Wallschleger nei panni di Rob Gronkowski è diventata virale sui social media. Questo è stato particolarmente notato su "Twitter della NFL", dove il clip è stato condiviso da scrittori e appassionati di football. Lo scambio comico tra Gronkowski e Aaron Hernandez ha portato a una diffusione e a commenti significativi online. Gronkowski ha riconosciuto che Wallschleger, che funge anche da suo stuntman in diversi progetti, ha incarnato efficacemente la sua personalità in uno stile in linea con la serie.